# カフェ代官山〜Sweet Boys〜
『カフェ代官山』（カフェだいかんやま）は、個性的なスタッフが集う、風変わりなカフェを舞台にした映画シリーズ。2008年に第1作が劇場公開され、第3作まで製作された。

## 概要
カフェに集う個性的なスタッフを「ミュージカル・テニスの王子様」にて共演した若手俳優陣が演じる、カフェを舞台にしたパティシエの青春群像劇である。

## 登場人物
芝田 響（しばた ひびき）
通称、ヒビキ。カフェ・レーヴ・コンティニュエのオーナー代理で4人のリーダー役。踊りながらの接客が人気。
仕事に対して厳しく本心を語ることは無いため最初、ガクに誤解されていたが実は誰より仲間思いでお客に対しての気持ちも強い。
一条・サーディン・鈴太郎（いちじょう・サーディン・すずたろう）
通称、サーディン。パティシエ。牧師の息子。親の家業の事で反発し家出をして行く当ての無いところを響に助けられる。
その後パティシエをしてみたところ才能が有ったらしくそのまま働いている。
三浦 未琴（みうら みこと）
通称、コトッチ。客席担当のアルバイト。現役音大生。琴で琴占いをする。彼の占いは良く当たると評判。将来有望な和琴奏者らしい。
石川 楽（いしかわ がく）
通称、ガク。"人を幸せにするパティシエになる"という夢を抱き、亡き父のライバルが経営するカフェに修行に来た。第1作目の「カフェ代官山〜Sweet Boys〜」では実質上の主人公。
最初は自分に対して厳しいヒビキに反感を抱いていたが徐々にその意図がわかり、パティシエとして成長していくが最後に映画ではその努力が衝撃的な結果を生む。
中村 泰彦（なかむら そうひこ）
通称、マスター。カフェ・レーヴ・コンティニュエのオーナー。
石川 達也（いしかわ たつや）
ガクの父親で若き頃のマスターの親友。
湊川 恭歌（みなとがわ きょうか）
ガクの従兄弟。
三浦 琴尚（みうら ことひさ）
コトッチの実弟。

## カフェ代官山〜Sweet Boys〜
『カフェ代官山〜Sweet Boys〜』（カフェだいかんやま スウィートボーイズ）は、2008年3月15日に東京・渋谷Q-AXシネマでレイトショー公開。その後、大阪、名古屋にて順次公開された。

### ストーリー
代官山にあるカフェ『レーヴ・コンティニュエ』にある日一人の青年・石川楽がやってくる。彼は、人を幸せにするパティシエになるために、亡き父のライバルが経営するこのカフェにやって来たのだった。しかし、マスターは不在で、3人の店員たちは変わり者ばかり。不安を抱きながらも、楽のパティシエ修行が始まる。

### キャスト
- 芝田 響：相葉弘樹
- 一条・サーディン・鈴太郎：大河元気
- 三浦 未琴：桐山漣
- 石川 楽：馬場徹
- 中村 泰彦：中原和宏

### スタッフ
- 監督：武正晴
- 脚本：金杉弘子
- 製作：小松賢志、川城和実
- 製作・プロデューサー：三木和史
- プロデューサー：小筆浩美、武井潤
- 音楽：藤野智香、碇英記
- 美術： 石毛朗
- 衣装：荒木真由美
- 製作：トライネットエンタテインメント、バンダイビジュアル、ビデオプランニング
- 制作：ビデオプランニング
- 配給：トライネットエンタテインメント、ビデオプランニング

### DVD
- メイキングDVD「メイキング オブ カフェ代官山 イケメンカフェができるまで」（バンダイビジュアル）
- 「カフェ代官山〜Sweet Boys〜」（バンダイビジュアル）

## カフェ代官山II 〜夢の続き〜
『カフェ代官山II 〜夢の続き〜』（カフェだいかんやまツー ゆめのつづき）は、2008年10月25日に東京・渋谷シアターTSUTAYAで公開。その後、名古屋シネマスコーレ、大阪シネヌーヴォXにて順次公開された。

### ストーリー（第2作）
物語の舞台は前作の3年前。クラブにて踊っていたヒビキがチンピラにからまれ、偶然にもマスターに助けられる。ヒビキを助けるため足をケガしてしまったマスターを、ヒビキが古びたカフェへ送り届ける。しかし、行きがかり上そのまま店を手伝うことに。徐々にスイーツへ魅せられていくヒビキは、自らもパティシエになることを決意。そんな彼とマスターの元へ引き寄せられるようにコトッチ、サーディンが集まり、互いに信頼で結ばれていく。そして、彼らの集うカフェには若き日のマスターと親友・石川達也が共に描いた未来の夢と友への思いがあることを知り、ヒビキたちは、マスターの夢を実現しようと動き出す。

### キャスト（第2作）
- 芝田 響：相葉弘樹
- 一条・サーディン・鈴太郎：大河元気
- 三浦 未琴：桐山漣
- 石川 達也：馬場徹
- 中村 泰彦：中原和宏
- 若き日の中村 泰彦：中村倫也

### スタッフ（第2作）
- 監督：武正晴
- 脚本：金杉弘子
- 製作：安西崇、川城和実
- 製作・プロデューサー：三木和史
- プロデューサー：小筆浩美、武井潤
- 音楽：藤野智香
- 美術：嵩村裕司
- 製作：日本出版販売、バンダイビジュアル、ビデオプランニング
- 制作：ビデオプランニング
- 配給：日本出版販売、ビデオプランニング

### DVD（第2作）
- メイキングDVD「僕らの夢の描き方 メイキング オブ カフェ代官山II 〜夢の続き〜」（バンダイビジュアル）
- 「カフェ代官山II 〜夢の続き〜」（バンダイビジュアル）

## カフェ代官山III 〜それぞれの明日〜
『カフェ代官山III 〜それぞれの明日〜』（カフェだいかんやまスリー それぞれのあした）は、2009年3月14日に東京・渋谷シアターTSUTAYAで公開。その後、名古屋シネマスコーレ、大阪シネヌーヴォにて順次公開された。

### ストーリー（第3作）
物語の舞台は第1作の1年後。ガクが去った「カフェ・レーヴ・コンティニュエ」にてヒビキ、サーディン、コトッチは恒例のクリスマスパーティを開いていたところ、突如ガクの従兄弟・湊川恭歌が訪れる。パティシエとしての腕も天才的なキョウカは店を掻き回しただけで去っていく。キョウカが去りサーディンは父親が倒れた為に実家へ帰ることに。カフェはヒビキ、コトッチの2人で切り盛りすることになるが、コトッチの実弟・琴尚が宗家を継いで欲しいとやってくる。そして、再び現れたキョウカの存在でヒビキも自分の未来を見つめ直すことになる。

### キャスト（第3作）
- 芝田 響：相葉弘樹
- 一条・サーディン・鈴太郎：大河元気
- 三浦 未琴：桐山漣
- 石川 楽：馬場徹
- 湊川 恭歌：馬場徹（二役）
- 中村 泰彦：中原和宏
- 三浦 琴尚：桜田通

### スタッフ（第3作）
- 監督：東條政利
- 脚本：金杉弘子
- 製作：安西崇、川城和実
- 製作・プロデューサー：三木和史
- プロデューサー：小筆浩美、武井潤
- 音楽：遠藤浩二
- 美術：嵩村裕司
- 製作：日本出版販売、バンダイビジュアル、ビデオプランニング
- 制作：ビデオプランニング
- 配給：日本出版販売、ビデオプランニング

### DVD（第3作）
- メイキングDVD「こころを込めてスイーツを　〜メイキング オブ カフェ代官山III〜」（バンダイビジュアル）
- 「カフェ代官山III 〜それぞれの明日〜」（バンダイビジュアル）